# Typhon Muroto de 1934
Le typhon Muroto (室戸台風, Muroto Taifū) de septembre 1934 est un violent cyclone tropical qui causa d’énormes dégâts au Japon et fit plus de 3 000 morts dans son sillage. Le système a d'abord été identifié le 13 septembre sur les États fédérés de Micronésie. Se déplaçant vers le nord-ouest, il a balayé les îles Ryukyu le 20 septembre. En tournant vers le nord-est, le typhon s’est accéléré et a frappé Shikoku et le sud de Honshū le lendemain matin. Il a touché Muroto, Kaifu, l’île Awaji et Kobe. Une pression de 911,9 hPa a été observée à Muroto, faisant de ce typhon le plus puissant alors jamais enregistré sur le Japon. Après avoir quitté le Japon, la tempête, devenue extratropicale, s'est dirigée vers l'est et s'est affaiblie. Tournant vers le nord le 24 septembre, le système s'est approfondi et a touché les Îles Aléoutiennes; il a été enregistré pour la dernière fois le lendemain sur l'ouest de l'Alaska.
Considérée comme la « deuxième plus grande catastrophe du Japon moderne », la tempête a laissé des parties d'Osaka en ruines. Des dizaines de milliers de structures ont été endommagées ou détruites, laissant environ 200 000 personnes sans abri. Parmi les 3 066 personnes tuées, il y avait 421 enfants et leurs enseignants, qui ont péri lorsque leurs écoles ont été détruites. À l'époque, c’était le typhon le plus meurtrier de l'histoire japonaise. En plus des décès, 13 184 personnes ont été blessées. Les dommages totaux ont dépassé 300 millions de USD (de 1934).

## Évolution météorologique
La trajectoire du typhon fut reconstituée grâce aux données de navires et de stations météorologiques terrestres de l'époque dans une réanalyse météorologique plus récente. Le 13 septembre 1934, un cyclone tropical s'est développé au-dessus de la partie occidentale des Îles Carolines. La tempête s'est ensuite dirigée nord-ouest et, les 14 et 15 septembre, elle a effectué une petite courbe cyclonique. Après avoir pris brièvement la direction du Nord, le cyclone a commencé à se rabattre vers le nord-est le 17 septembre. Il frôle le sud-est de l'archipel des Ryūkyū le 20 septembre et accélère alors vers le nord-est. Le matin du 21 septembre, le typhon frappe Shikoku et la partie méridionale de Honshu. La vitesse des vents atteint 150 km/h, avec des rafales dépassant les 215 km/h.
Le typhon a d'abord frappé Muroto, dans la préfecture de Kochi, qui lui a donné son nom. Une pression atmosphérique de 911,9 hPa a été enregistrée à Muroto, ce qui constituait la plus basse valeur jamais rapportée au monde à cette époque,,. Cela reste le chiffre le plus bas jamais observé pour la partie centrale du Japon, et le troisième plus bas pour l'ensemble du pays,. Le typhon est ensuite brièvement passé au-dessus du canal de Kii, avant de venir frapper le district de Kaifu dans la préfecture de Tokushima. Il a retraversé le Canal de Chii et franchi l’île d'Awaji. La tempête est ensuite venue frapper Kobe, dans la préfecture de Hyogo, 30 km à l'Ouest d'Osaka. Une pression atmosphérique de 954,3 hPa est observée à Osaka. Traversant l’île, la tempête apparaît un bref instant au-dessus de la mer du Japon avant de traverser la partie septentrionale de Honshu.
Un front caractéristique de cyclone extratropical s'est développé le soir du 21 septembre, et un front froid s'est étendu vers le Sud en direction des Philippines. La tempête a continué sa route vers l'Est, et on perd sa trace alors qu'elle s’éloigne de Hokkaido. Les observations météorologiques au sol montrent qu'elle a continué vers l'Est et traversé la ligne de changement de date le 23 septembre. À ce moment, la pression atmosphérique au centre s’élevait à 985-990 hPa,. Le 24 septembre, la tempête a pris une direction Nord vers les Îles Aléoutiennes (qui font alors partie du territoire de l'Alaska), et elle s'est renforcée. Des vents de 10 Beaufort (89 à 102 km/h) ont soufflé sur des parties des Îles Aléoutiennes, et une pression de 964 hPa a été observée 48° 00′ N, 160° 30′ O,. Après avoir traversé la mer de Béring, la tempête est identifiée pour la dernière fois dans l'Ouest de l'Alaska.

## Impact

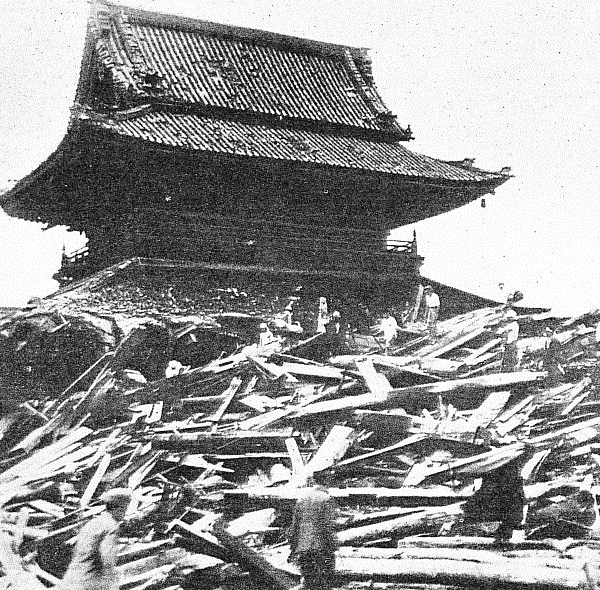
Le temple Shitennō-ji à Osaka après la tempête.

Ce typhon est le plus meurtrier de l’histoire japonaise, avant le typhon Vera de 1959, qui a tué environ 5 000 personnes,. Il est appelé « la deuxième plus grande catastrophe du Japon moderne » et le « pire typhon de cette génération » la tempête a provoqué des dégâts considérables à Shikoku et dans le sud de Honshu, Osaka et ses environs étant ses premières victimes. À l’époque, seul le séisme de 1923 du Kantō avait fait plus de dégâts. Dans tout le Japon, 3 066 personnes ont été tuées, dont au moins 1 665 dans la préfecture d'Osaka, et 13 184 autres ont été blessées.
Un total de 34 262 bâtiments ont été détruits, 40 274 autres ont été gravement endommagés et 401 157 furent inondés ou en partie détruits. Le total des dommages a dépassé de loin 300 millions de dollars (de 1934). Environ 200 000 personnes se sont retrouvées sans abri à Osaka et au moins 250 000 personnes ont eu besoin d’aide.
Dans la préfecture de Kōchi, où la tempête a touché le sol de l'archipel pour la première fois, de puissantes rafales de vent, mesurées jusqu’à 234 km/h, ont causé des dommages énormes. De la pluie torrentielle a aussi accompagné le typhon. Dans l'ensemble de Kōchi, 1 815 maisons ont été détruites et 6 064 ont été endommagées ou inondées. Le nombre décès s'éleva à 81 personnes et 399 autres furent blessées. Soixante-trois (63) personnes sont mortes à Muroto lorsque l'onde de tempête du typhon a renversé 550 maisons.
Les dégâts les plus importants ont toutefois eu lieu à l'est de la baie d'Osaka. Une marée de 3,1 à 4,2 m y a été observée, la plus haute jamais enregistrée dans la région,. Des zones 8 km à l'intérieur des terres ont été inondées; au total, 49,31 km2 de la ville furent inondés.
Le typhon a paralysé la ville d’Osaka où l’électricité fut complètement coupée, le réseau d’alimentation en eau a subi des dommages importants et les communications furent interrompues. Des vents puissants ont dévasté les écoles aux murs mal construits de la ville, détruisant 128 immeubles. En leur sein, au moins 421 enfants et leurs enseignants furent tués, tandis que 1 100 autres ont été blessés. Un enseignant, Masuji Ashida, a été considéré comme un héros pour s'être sacrifié pour sauver ses élèves en soutenant avec son propre corps la sortie de sa salle de classe qui s'effondrait; ses étudiants se sont échappés avant qu'il ne soit écrasé sous le poids de l'immeuble. Un asile d'aliénés à la périphérie de la ville a été emporté avec 60 de ses patients. La pagode à cinq étages du temple Shitennō-ji (construite en 1812) s’est effondrée, faisant trois morts et piégeant 20 autres personnes. L’hôpital pour les lépreux de Sotojima a été détruit à cause de la montée des eaux et des vents violents et on estime que 260 patients se sont noyés après l'effondrement du bâtiment. Près de Ōtsu, un train de passagers a déraillé, faisant 10 morts et 165 blessés.
Le secteur industriel de la ville a subi de lourdes pertes, dépassant 90 millions de dollars américains. Plus de 3 000 usines furent détruites et des milliers d'autres furent endommagées. Le programme de production de munitions de l'armée japonaise fut considérablement affaibli en raison de la destruction de ses usines. Au moins 100 personnes se sont noyées dans le port de la ville où plus de 1 600 bateaux furent immobilisés, coulés ou endommagés.
Trente des préfectures de la nation furent touchées par le typhon. Des dégâts importants sont survenus dans les préfectures d'Aichi, de Gifu, de Kyoto, de Nagano, de Nagasaki, de Tokushima, de Tottori, de Wakayama et de Yamanashi,. À Kyoto, au moins 209 personnes furent tuées et 858 blessées,.

## Conséquences

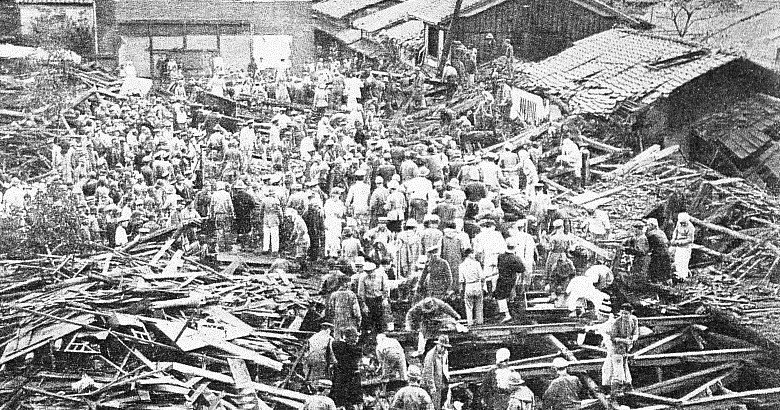
Après la tempête à Nishijin, Kyoto.

Immédiatement après le typhon, l'armée japonaise a été déployée à Osaka, avant la tombée de la nuit le 21 septembre, et de l'eau fut transportée par camions. Les fonctionnaires de la préfecture d'Osaka ont immédiatement libéré 10 millions de yens pour les secours. Le baron Kischizaemon Sumitomo a fait don d'un million de yens (300 000 USD), fonds de secours le plus important de ce genre dans l’histoire du pays. Le Cabinet du Japon a tenu une réunion spéciale pour discuter des opérations d'urgence. Trois destroyers du district naval de Kure, chargés d'équipements médicaux et d'autres articles de première nécessité, ont été déployés pour contribuer aux opérations de secours. Des épidémies de fièvre typhoïde, de dysenterie et de scarlatine ont frappé les survivants au lendemain de la tempête.
Pendant une réunion du cabinet le 5 octobre, le ministre de l'Éducation, Genji Matsuda a recommandé de construire les écoles en utilisant de l'acier, compte tenu du grand nombre d'enfants tués. La reconstruction des zones touchées a nécessité environ 100 000 tonnes d'acier. La Diète nationale a organisé une réunion spéciale en novembre pour traiter des problèmes liés aux séquelles du typhon.
À la suite de la catastrophe, les actions et les mesures de lutte contre les tempêtes et les typhons ont considérablement augmenté. Partout dans Osaka, la construction de brise-lames et de digues a diminué les risques d'inondation dans les communautés côtières, réduisant le risque de décès d'environ 10−3 à 10−7 au moment du typhon Nancy en 1961. Avant le début de la Seconde Guerre mondiale, les constructions anti-inondations à Osaka faisaient en tout 36,68 km, incluant 16,52 km le long des rivières et des canaux, 11,08 km de digues et 11,08 km de brise-lames. Ceux-ci ont protégé la ville contre des montées des eaux de 3,5 m au port d'Osaka. Plusieurs autres projets visant à élargir et à reconstruire le système anti-inondation ont eu lieu au cours des décennies qui ont suivi la Seconde Guerre mondiale.
Selon un rapport publié en 2010 par le Conseil central de la prévention des catastrophes, si une tempête identique au typhon de Muroto de 1934 devait frapper de nos jours, elle tuerait environ 7 600 personnes.